# 埼玉県信用農業協同組合連合会
埼玉県信用農業協同組合連合会（さいたまけんしんようのうぎょうきょうどうくみあいれんごうかい）は、埼玉県さいたま市浦和区に本店を置く、埼玉県内の農業協同組合の信用事業を統括する県域農協系金融機関であり、県内農業協同組合を会員とする。

## 概要
通称は「JA埼玉県信連」または「JAバンク埼玉県信連」。信用事業を展開する県内15の農業協同組合とともに「JAバンク埼玉」を構成する 。統一金融機関コードは3011。主に法人顧客を中心としており、個人取引は殆どない。

## 沿革
（出典:ディスクロージャー誌）
- 1914年（大正3年）12月 - 産業組合法に基づき、有限責任埼玉県信用組合聯合会として設立。
- 1948年（昭和23年）8月 - 旧：聯合会の事業を継承し、農業協同組合法に基づく埼玉県信用農業協同組合連合会を設立。
- 1954年（昭和29年）4月 - 農林漁業金融公庫の受託業務を開始。
- 1964年（昭和39年）4月 - 農業改良資金に係る埼玉県指定代理金融機関の指定を受ける。
- 1968年（昭和43年）11月 - 貯金量1000億円を達成。
- 1972年（昭和47年）10月 - 埼玉県収納代理金融機関に指定され、県公金の収納取扱を開始。
- 1984年（昭和59年）3月 - 全国農協貯金ネットサービス開始。
- 同年8月 - 農協全銀内為制度加盟。
- 1992年（平成4年）4月 - 愛称を「JA埼玉県信連」とする。
- 1998年（平成10年）10月 - 「JAバンク」導入。
- 2002年（平成14年）1月 - JAバンクシステム導入。
- 同年5月 - JASTEMシステムへ移行。

## 店舗所在地
- 本店（店番：001）/埼玉県さいたま市浦和区高砂3丁目12番9号 埼玉県農林会館内